# Oliarus sordida
Oliarus sordida är en insektsart som beskrevs av Franz Xaver Fieber 1876. Oliarus sordida ingår i släktet Oliarus och familjen kilstritar.
Artens utbredningsområde är Grekland. Inga underarter finns listade i Catalogue of Life.